# Spyšova
Spyšova je malá vesnice, část města Sobotka v okrese Jičín. Nachází se asi 1 km na jihovýchod od Sobotky. V roce 2018 zde bylo evidováno 30 adres. K 1.1.2018 zde trvale žilo 44 obyvatel.
Spyšova je také název katastrálního území o rozloze 4,31 km2.